# Nacionalismo libanés

Bandera del Líbano.

El Nacionalismo libanés (قومية لبنانية) es una ideología nacionalista y cristiana la cual considera que el Líbano tiene una identidad diferente al resto del mundo árabe, siendo los libaneses descendientes directos de los antiguos fenicios (Véase también: Fenicismo).

## Orígenes
El nacionalismo libanés tiene mucho que ver con la iglesia católica maronita, en especial durante el conflicto del Monte Líbano en 1860. Se formalizó durante el Mandato Francés, donde sirvió como herramienta para rechazar el panarabismo, y en parte justificar la existencia del Líbano.

Mapa de Fenicia.

El nacionalismo libanés va aún más lejos, con ideologías que, por ejemplo, son irredentistas y buscan la anexión de varios territorios al Líbano, esto como resultado del hecho de que una gran parte de la costa siria y el norte de Israel eran aproximadamente las áreas correspondientes a la antigua Fenicia, teniendo como consecuencia que algunos libaneses que se identifican como fenicios y no árabes también se identifiquen con los locales de estas regiones. Hay varios libaneses que están convencidos de no ser árabes, sino que, en su lugar, fenicios (fenicismo).
El patrimonio cultural y lingüístico del pueblo libanés es una mezcla de elementos nativos y culturas extranjeras que han llegado a gobernar la tierra y su gente a lo largo de miles de años. En una entrevista de 2013, el investigador principal, Pierre Zalloua, señaló que la variación genética precedió a la variación y las divisiones religiosas: “Líbano ya tenía comunidades bien diferenciadas con sus propias peculiaridades genéticas, pero sin diferencias significativas, y las religiones llegaron como capas de pintura encima. No existe un patrón distintivo que muestre que una comunidad sea más fenicia que otra”.

## SigloXX

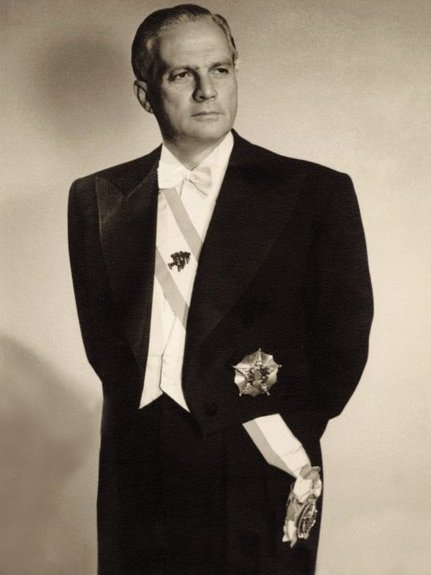
Camille Chamoun.

Durante el proceso de independencia en los años 30 y 40, por la formación del PSNS (partido el cual asegura que Irak, Líbano, Palestina, y Jordania son territorio sirio) y movimientos panárabes, se fundaron las Falanges Libanesas, siendo el partido nacionalista más antiguo del país, teniendo un importante rol en la independencia. En 1958, sucede una guerra civil, donde partidos nacionalistas de derecha (Falanges, Ahrar...) luchan contra otras organizaciones principalmente de izquierda (Murabitun, Najjadeh...) las cuales rechazaron las políticas pro-occidente del presidente Camille Chamoun y deseaban incorporar al Líbano en la República Árabe Unida, idea considerada inaceptable por los maronitas.

### Guerra civil libanesa
A causa de la presencia de la OLP en el sur del Líbano, la estabilidad del país comenzó a desmoronarse. Las Fuerzas Armadas no pudieron controlar a los palestinos, y el Acuerdo de El Cairo en 1969 permitió a sus milicias operar en el territorio libanés con tolerancia total de las autoridades. Por consecuencia, en los años 70, el nacionalismo libanés floreció, encontrando suelo fértil en los partidos cristianos y derechistas. Inicia la guerra civil libanesa en 1975, y se ve el surgimiento de organizaciones armadas nacionalistas y milicias, algunas de ellas siendo, otra vez, las Falanges Libanesas (con su milicia organizada en secreto antes de la guerra, las Fuerzas Reguladoras), la Milicia de los Tigres, o el Movimiento Marada.
Algunas organizaciones nacionalistas fueron mucho más extremas y radicales, tomando la corriente Fenicista (la cual niega que el Líbano sea un país árabe) y adoptando un "lenguaje libanés" (alfabeto árabe latinizado y creado por el reconocido poeta Said Akl), algunas de estas organizaciones eran los Guardianes de los Cedros - Movimiento Nacional Libanés y Tanzim.

## Actualidad
Existen varios partidos que pueden ser considerados nacionalistas en el Líbano: El Movimiento Patriótico Libre (Tayyar), Movimiento del Futuro, Fuerzas Libanesas, Falanges Libanesas, entre muchos otros.